# Axe Cop
Axe Cop è una serie televisiva animata statunitense, creata da Ethan Nicolle e Malachai Nicolle nel 2013 per la Fox. In Italia la serie è inedita.

## Trama
La serie si concentra su un poliziotto chiamato Axe Cop che, con il suo compagno Flute Cop e i loro alleati Sockarang, Grey Diamond, Liborg, Bat Warthog Man e Wexter, combattono vari cattivi e cercano di evitare conflitti con la polizia comune.

## Episodi
| Stagione         | Episodi | Prima TV USA | Prima TV Italia |
| ---------------- | ------- | ------------ | --------------- |
| Prima stagione   | 12      | 2013         | Inedite         |
| Seconda stagione | 10      | 2015         | Inedite         |

## Produzione

### Ideazione del fumetto online e sviluppo della serie
Axe Cop è nato originariamente come un popolare fumetto online creato da Ethan Nicolle e dal suo piccolo fratello Malachai (cinque anni al momento della creazione della serie originale). Giocando con Malachai, Ethan scoprì che suo fratello aveva un'immaginazione vivida e disarticolata e sviluppò il fumetto prendendo spunto dalle storie raccontate da Malachai, perfezionando la storia ma senza perdere l'inventiva di Malachai. Il fumetto online è diventato talmente popolare che la Dark Horse Comics ha voluto accordare con i due per produrre delle storie più lunghe raccolte in 6 volumi. Tre giorni dopo l'apertura del sito axecop.com, il sito fu nominato "Site of the Day" dal settimanale Entertainment Weekly e quattro giorni dopo arrivò persino all'89º posto dei siti più cercati nel web. Il fumetto fu lodato da tantissimi enti tra i quali: MTV, il quotidiano The Detroit News, CollegeHumor.com e le riviste USA Today e Wired.
Lo sviluppo della serie Axe Cop è nata da una decisione tra l'attore Nick Offerman e il produttore dell'Animation Domination High-Def (ADHD) Nick Weidenfeld, alcuni anni prima del debutto del programma. Offerman ha parlato con Weidenfeld del fumetto di Axe Cop, affermando che se si sarebbe realizzata una serie attorno ad Axe Cop avrebbe voluto partecipare. Phil Lord e Chris Miller, anch'essi fan del fumetto online, hanno chiesto a Weidenfeld di guidare il progetto. Mentre Lord e Miller stavano lavorando a 21 Jump Street, i due suggerirono a Weidenfeld di rivolgersi a Judah Miller per sviluppare i testi. Weidenfeld e Miller hanno organizzato un ritiro insieme agli scrittori Dave Jeser e Matt Silverstein, ai doppiatori Ken Marino, Patton Oswalt e Offerman e al creatore del fumetto originale Ethan Nicolle, dove il gruppo ha discusso le parti preferite del fumetto e come fare per tradurlo in una serie televisiva, pur mantenendo le idee di Malachai. Quando iniziarono a scrivere alcune trame della serie, in alcuni punti si ritrovarono in vicoli ciechi narrativi; in questi casi, Ethan contattava Malachai per fare in modo che Malachai fornisse la narrativa mancante. Malachai, quando ha visitato gli studi, ha anche fornito ulteriori consigli durante il processo di animazione per i corti, insistendo sul fatto che l'episodio su Zombie Island si sarebbe ambientata nello spazio, una tangente che gli scrittori e gli animatori hanno rapidamente concordato per il suo valore umoristico e illogico.